# أندرويد أيس كريم ساندويتش
أندرويد 4.0 أو أيس كريم ساندويتش (بالإنجليزية: Android Ice Cream Sandwich)‏ هو نسخة من نظام تشغيل الهواتف المحمولة أندرويد وضعتها جوجل. عرض لأول مرة في 19 أكتوبر 2011. قدم أندرويد 4.0 على بمظهر مرئي جديد أطلق عليه اسم «هولو».

## وصلات خارجية
- الموقع الرسمي

| سبقه أندرويد 1 | أندرويد 2 2011 | تبعه أندرويد3 |